# يوري كول
يوري كول (بالألمانية: Jurij Kohl)‏ هو مصارع هاوي ألماني، ولد في 17 مايو 1975 في أوبليس جامبيل في كازاخستان.

## وصلات خارجية
- يوري كول على موقع قاعدة بيانات المصارعة الدولية (الإنجليزية)
- يوري كول على موقع أوليمبيديا (الإنجليزية)